# (308460) 2005 SC278
(308460) 2005 SC278, também escrito como (308460) 2005 SC278, é um objeto transnetuniano (TNO) que está localizado no cinturão de Kuiper, uma região do Sistema Solar. Este objeto está numa ressonância orbital de 4:5 com o planeta Netuno. O mesmo possui uma magnitude absoluta (H) de 7,4 e, tem cerca de 383 km de diâmetro. por isso é improvável que possa ser classificado como um planeta anão, devido ao seu tamanho relativamente pequeno.

## Órbita
A órbita de (308460) 2005 SC278 tem uma excentricidade de 0.068, e possui um semieixo maior de 34.886 UA.